# Вільне (Фастівський район)
Ві́льне — село Томашівської сільської громади Фастівського району Київської області. Найближча залізнична станція — Фастів I, за 22 км. Площа населеного пункту — 221,8 га.
Населення — 640 осіб. Кількість дворів — 306. День села — 22 травня. Геральдика с. Вільне затверджена рішенням сесій Вільнянської сільської ради в 2006 р.

## Історія
Село Вільне розташоване в долині річки Волошка, яка впадає в річку Ірпінь. В давнину село звалося Вульшка (мала або пуста Вульшка) по розповідях старожилів, було спалене і спустошене двічі поляками. Назва села пішла від слова «вільхи», якої багато росте по берегах річки.
Перша згадка про село в документах датується 18 лютого 1636 року, коли пан Самуель Харлінський повернув пану Олександру Зиховському (Жуковському) заставу 3000 злотих за села Соснівку і Вольшку.
В селі жили виключно хлібороби. Селяни сіяли всі культури зернових, окрім пшениці. Середній урожай не перевищував 20-25 пудів з десятини. А коли посіви гинули від морозу чи граду починався голод. Щоб вийти з біди, люди продавали поміщикам свою землю і силу. Село зразу було не велике, а пізніше стало більше поселятись людей.
В селі була капличка, пізніше була збудована церква воїнами Семена Палія, який в той час перебував на території села.
Село Вульшка належало Бишівському помістю до 1843 року. В 1843 році в селі оселився Гаврило Крижанівський, який купив село у поміщиків Харлінських.
Крижанівський мав четверо синів, але помістя розділив між двома старшими синами. Поступово село занепадало, хоча земля була непоганою для землеробства. Землі в пана було 600 десятин. Діти Крижанівського продали село Вульшку генерал-майору Кашньову в 1876 році, який володів селом до 1900 року.
Після 1900 року генерал-майор Кашньов продав село і землі пану Дем'яновському. В селі був млин, який був побудований ще за поміщика Крижанівського. Дем'яновський збудував ще й вітряк. Млин Дем'яновський здав в оренду Бодрицькому Михайлу. Коли помер пан Дем'яновський, пані Дем'яновська продала землю Зеленському і частину купив Стратон, а також Дем'яновський ліс. Федір Степаненко і пан Маник купили землю у пана Зеленського.
Селяни переходили від одного пана до іншого. Працювати ставало дедалі важче. Коней було мало, більше було волів. Кормів було мало, худоба була безсильна. Основними знаряддями праці були: рало, ступа, битниця, терниця для мішання конопель, прядка, верстат для ткання полотна. Одяг у селян був з саморобної тканини-полотна, яке самі ткали. Також пряли вовну і ткали самі сукно, з якого шили світи. Хати селян були дерев'яні з солом'яною стріхою, з маленькими вікнами. Світили в хатах вуглиною, лоєм, олією. В хаті бідняка, крім стола, лави і дерев'яного полу (де спала вся сім'я) нічого не було. Над сіньми в хаті не було стелі, а через малі вікна світла в хаті було мало.
Так і проходило життя в злиднях, темряві, непосильній праці, яка приносила не достаток, а злидні.
Пані Дем'яновська подарувала урочище Крушняки — громаді для випасу худоби. В селі були чумаки, які їздили в Крим по сіль. Це Петровський Дем'ян, Коваль Тиміш, Сергієнко Іван, які мали по два вози — лозові мажі, воловою шкірою обшиті і зверху сіль вкривали великою воловою шкірою. Ϊздили волами по 6-8 волів, яких запрягали в дві упряжки. Чумак Сергієнко Іван на степу продав свого сина в турецьку неволю за мазницю грошей.
В селі була корчма. Селяни топили своє горе в горілці. В 1903 році селяни підпалили млин і корчму панові. Пізніше громада побудувала нову корчму.
Двічі лютувала епідемія тифу, іспанки. Ніколи не виводилася віспа, кір, скларлатина, малярія та інші хвороби. Лікарів у селі не було, а людей лікували бабки-шептухи, знахарки. Хворі люди не лікувались, у селі була велика смертність, особливо серед дітей.
Школи до 1880 року в селі не було. В 1880 році була збудована школа на кошти багатіїв. В школі навчались діти багатих і тільки хлопчики. Тут було чотири класи і називалась вона церковно-приходська школа. Учив дітей дяк Гуронда. Навчання в школі було тяжким. Вчили тільки молитви, якщо учень не знав на пам'ять молитви, його били або ставили на коліна. В селі до 1917 року було дуже мало грамотних селян. До 1917 року багатьох чоловіків забрали на війну з німцями та австрійцями. В селі залишився тільки один дід Рябчук Дмитро, який умів трохи писати і читати. До нього приходили всі жінки, щоб він прочитав їм листи і написав відповідь.
Метричні книги, клірові відомості, сповідні розписи церкви св. Миколая с. Вольшка (приписне с. Соснівка) Юрівської волості Київського пов. Київської губ. зберігаються в ЦДІАК України.
В 1917 році землю поміщика Манича було розподілено між бідними селянами.
У роки Визвольних змагань село утримувала армія УНР, денікінці, загони Богатиренка, Гайового, Зеленого. Розповідав Степан Овсійович Трегубенко, що за тиждень багато разів мінялася влада в селі. За селом були порубані на куски два більшовики. Степан Овсійович служив у червоній армії з 1917 року, хоча сформована вона була лише у 1918.
В 30-ті роки, у період колективізації України радянською владою, у селі ще зберігався фермерський принцип оброблення землі з найманою працею. Так перед в'їздом у Вільно, зі сторони села Соснівка, розміщувалось угіддя Павла Зуєва що мав наймитів, землю та худобу. Примітно що гора де мешкала його родина й досі, хоч і не офіційно, називається — Зуєва. Але з розширенням насильницької колективізації, закріпленої голодомором, фермерство було повністю винищене.
Під час Голодомору в 1933 р. від голоду померли 45 односельчан.
12 липня 1941 року в село вдерлися окупанти. Біля школи загинув увесь сад, німці машинами й кіньми знищили його. Віроломний безлад нацистських загарбників порушив рабську працю, відносно мирне життя радянських людей. Як хижі звірі хапали все, що знаходили в селян: свиней, корів, гусей, курей, яйця, молоко. В школі поставили коней, сад біля школи знищили, тин спалили, шкільне знаряддя побили, у портрети стріляли, меблі спалили. В селі були обрані поліцаї, староста. Невдовзі податки з селян зменшили і житяя селян ставало кращим, ніж при радянських окупантах. Німці в селі не стояли довго, переїхали в Бишів, де була комендатура. Дуже часто німці з'являлись у селі. Багато чоловіків села були мобілізовані в ряди Червоної Армії, а хто залишився вдома, мав допомагати партизанському загону, який був розміщений в лісах навколо села.
Після війни колгоспники взялися за відбудову зруйнованого господарства. Розпочалася підготовка до відкриття навчання в школі. Навчання почалося в грудні 1943 році. Колгосп став називатися «ім. Чапаєва», а село 1947 року за Указом Президії УРСР, було перейменовано «з Вульшки» на село Вільне Бишівського району.
В 1944 році грошові прибутки колгоспу ім. Чапаєва становили 152671 карбованців. Великої рогатої худоби було 127 голів, у тому числі 4 корови. Середня врожайність зернових за 1 га становила 5 ц. Сільгоспмашин, інвентаря не було, окрім 24 возів i 8 коней. Головою колгоспу ім. Чапаєва був: Іван Петрович Кравченко — інвалід Другої Світової війни. В 1967 році бібліотека села Вільного налічувала 4 300 книг, у читачів 300. Зведено Будинок культури на 250 місць. За десять років в селі збудовано 53 будинки на фундаментах і покритих не соломою, а шифером або залізом. Село електрифіковано і радіофіковано. Колгоспники отримують хорошу зарплату, мають 65 телевізорів, 72 пральні машини, мотоцикли, веломашини майже в кожній хаті.
У 1948 р. Олександр Коваль, житель Вільного, одержав орден Леніна за досягнення в садівництві.
У 1969 р. діюче в селі господарство ім. Чапаєва перейменовано у колгосп ім. Щорса.
У 1972 р. було створено Вільненську сільську раду. Першим її головою був Анатолій Якович Осінський, секретарем — Катерина Григорівна Стеценко.
З червня по вересень 1986 року в селі було споруджено 156 нових садиб. Збудовано в надзвичайно короткий термін. Про це свідчить знайдений гранітний камінь з написом: "У будівництві села Вільне брали участь будівельники Ровенської, Тернопільської і Волинської областей, червень — вересень 1986 року. У цьому ж році побудовано дитсадок, ФАП та комплекс споруд.
У 1991 р. у Вільне було підведено воду і газ. Внесок у газифікацію села зробили голова колгоспу ім. Щорса Петро Семенович Бендовський та сільський голова Іван Тимофійович Хижняк.

## Сучасність
30 вересня 1995 року світла простора нова школа зустріла своїх господарів та численних гостей теплом і затишком.
4 січня 1996 року в селі Вільне відкрилась Свято-Миколаївська церква у приміщенні старої школи.
1997 року на базі колгоспу утворено КСП, а в 2000 р. КСП перейменовано у ТОВ «Колос».
Нині на території Вільненської сільської ради діють ЗОШ І-ІІ ступенів, ДНЗ «Ромашка», ФАП, відділення зв'язку, відділення Ощадбанку. Землі орендує ТОВ «Новий дім».

## Населення

### Мова
Розподіл населення за рідною мовою за даними перепису 2001 року:
| Мова       | Кількість | Відсоток |
| ---------- | --------- | -------- |
| українська | 741       | 97.63%   |
| російська  | 17        | 2.24%    |
| вірменська | 1         | 0.13%    |
| Усього     | 759       | 100%     |